# Axonopus oiapocensis
Axonopus oiapocensis là một loài thực vật có hoa trong họ Hòa thảo. Loài này được G.A.Black mô tả khoa học đầu tiên năm 1963.